# 特雷利
特雷利（法語：Trelly，法語發音：[tʁɛli]）是法国芒什省的一个旧市镇，属于库唐斯区。2019年，特雷利与临近的3个市镇并入市镇谢讷河畔凯特勒维尔。

## 地理
特雷利（48°57'36"N, 1°25'35"W）面积11.77 平方千米，位于法国诺曼底大区芒什省，该省份为法国西北部沿海省份，西、北、东北三面环大西洋，东起顺时针与卡爾瓦多斯省、奧恩省、马耶讷省和伊勒-维莱讷省接壤。
与特雷利接壤的市镇（或旧市镇、城区）包括：孔特里耶尔、塞朗斯、盖埃贝尔、勒梅尼勒欧贝尔、谢讷河畔凯特勒维尔、圣但尼勒韦蒂。

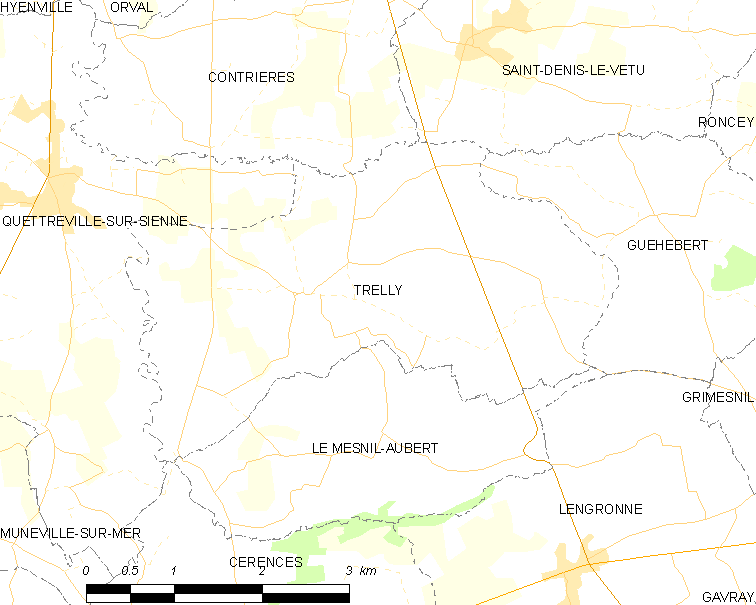
特雷利的OSM定位图

特雷利的时区为UTC+01:00、UTC+02:00（夏令时）。

## 行政
特雷利的邮政编码为50660，INSEE市镇编码为50605。

## 政治
特雷利所属的省级选区为谢讷河畔凯特勒维尔县。

## 人口

1962-2008年间特雷利人口变化图示

特雷利于2018年1月1日时的人口数量为655人。